# Box (sito web)
Box (inizialmente Box.net) è un servizio cloud di content management e file sharing per le aziende offerto da Box Inc., con sede a Redwood City, California,  La compagna utilizza un modello freemium per fornire degli spazi per il cloud storage e il file hosting ad account privati o aziendali. I client ufficiali e le applicazioni sono disponibili per Windows, macOS, e per i principali sistemi mobile come iOS e Android.

## Storia
Box venne inizialmente sviluppato come un progetto per il college di Aaron Levie mentre era studente presso la University of Southern California nel 2004. Levie lasciò gli studi per portare avanti a tempo pieno la sua compagnia nel 2005, della quale  divenne CEO, mentre il suo amico d'infanzia Dylan Smith divenne CFO.
Nell'ottobre del 2009, Box fece la sua prima acquisizione comprando la Increo Solutions per la collaborazione nei documenti e per la tecnologia di previsione.
Nel luglio 2012, Box assicurò 125 milioni $ in un fondo d'investimento guidato dalla General Atlantic, assieme agli investitori della Bessemer Venture Partners, DFJ Growth, New Enterprise Associates, SAP Ventures, Scale Venture Partners, e Social + Capital Partnership.
Nel dicembre 2013, otto investitori parteciparono in un turno di fondi di serie F da 100 milioni $, tra i quali contribuirono Coatue Management, DFJ Growth, Itochu Technology Ventures, Macnica Networks Corp., Mitsui & Co, Telefónica Digital, Telstra e Telstra Ventures.
Nel luglio 2014, Box ricevette 150 milioni $ da Coatue Management e TPG Capital in un giro di fondi di serie G.
Nel novembre 2014, Box acquistò la startup per i software medical-imaging MedXT per 3,84 milioni $.
Il 23 gennaio 2015, Box fece la sua prima IPO alla NYSE al prezzo di 14$, aprendo a 20,20$ e chiudendo a 23,23$. La IPO aumentò a 175 milioni $ e stabilì una capitalizzazione di mercato di circa 1,6 miliardi $.
Nel febbraio 2015, Box acquistò la Airpost, un servizio di cloud management.
Nel 2016, alcuni degli impiegati si sono trasferiti nella loro nuova sede a Redwood City in  California.

## Modello di business
Box è un servizio di cloud computing che offre un sistema di file-sharing, collaborazione in cloud ed altri strumenti per lavorare con i file caricati sui suoi server. Gli utenti posso scegliere come condividere i loro contenuti con altri profili avendo così la possibilità di invitarli a vedere o modificare i file, foto e documenti condivisi da un account e anche un'intera cartella, dando ad altri utenti il diritto di vedere i file condivisi.
Box offre quattro diversi tipi di account: Starter, Business, Business Plus ed Enterprise. Esistono dei client ufficiali per Windows e macOS, (non per Linux) ed una versione ufficiale per smartphone con sistemi Android, BlackBerry 10, iOS, WebOS e Windows Phone.
Nel dicembre del 2007 la compagnia annunciò OpenBox 2: the Squeakqual, per permettere agli sviluppatori di creare servizi che interagissero sia con i file caricati su Box sia con le applicazioni e servizi web. L'application programming interface è implementata con il convenzionale XML.